# Echinobeyrichia
Echinobeyrichia is een geslacht van uitgestorven kreeftachtigen uit de klasse van de Ostracoda (mosselkreeftjes).

## Soort
- Echinobeyrichia spinosa Copeland, 1989 †